# Балта Алба (Бузау)
Балта Алба (рум. Balta Albă) насеље је у Румунији у округу Бузау у општини Балта Алба. Oпштина се налази на надморској висини од 38 m.

## Становништво
Према подацима из 2011. године у насељу је живело 746 становника.